# Lage (La Coruña)
Lage  o Laje (en gallego y oficialmente Laxe) es una villa, parroquia y municipio español de la provincia de La Coruña (Galicia). Pertenece a la comarca de Bergantiños.
Se sitúa en el centro de la Costa de la Muerte, en el lado sur de la ría de Corme y Lage, en el litoral de transición entre esta y la ría de Camariñas. Al sur delimita con el municipio de Zas y el de Vimianzo, al este con el municipio de Cabana de Bergantiños y, al oeste, con el de Camariñas, aunque separado de este por una estrecha franja de terreno perteneciente al municipio de Vimianzo.

## Topónimo
El origen del topónimo está en la palabra gallega laxe, procedente de la forma altomedieval lagena, de origen celta, y cuyo equivalente en castellano es laja o piedra plana.

## Geografía humana

### Demografía
Cuenta con una población de 2919 habitantes (INE 2024).
| Gráfica de evolución demográfica de Laxe entre 1842 y 2021 |
| |
| Población de derecho según los censos de población del INE Población de hecho según los censos de población del INEEn estos censos se denominaba Laje: 1842, 1857, 1860, 1877, 1887, 1897, 1900, 1910, 1920, 1930, 1940, 1950, 1960, 1970 y 1981 |

### Parroquia
Gráfica demográfica de la parroquia de Santa María de Laxe:
| Gráfica de evolución demográfica de Santa María de Laxe entre 2000 y 2018 |
|                                                                           |
| Datos según el nomenclátor publicado por el INE.                          |

### Villa
Gráfica demográfica de la villa de Lage:
| Gráfica de evolución demográfica de Lage entre 2000 y 2018 |
|                                                            |
| Datos según el nomenclátor publicado por el INE.           |

## Parroquias
Parroquias que forman parte del municipio:
- Lage[3]
- Nande (San Simón)
- Sarces (San Amedio)
- Serantes (Santa María)
- Soesto (Santo Estevo)
- Traba (Santiago)

## Economía
Las fuentes de riqueza de la población del municipio son la agricultura y la pesca, experimentando un gran auge a mediados del siglo XX con una amplia flota de bajura. En los últimos años, hubo un gran aumento del turismo, que busca la tranquilidad del pueblo con la céntrica playa y su rica gastronomía.

## Muelle
Las principales actividades que se llevan a cabo en el muelle de Lage están relacionadas con la pesca de bajura (motor principal de la economía de Lage), así pues, el puerto de Lage es el único de la Costa de la Muerte que está aumentando tanto el número de capturas como de embarcaciones y de trabajadores.
Otras actividades que se llevan a cabo en este puerto son: la descarga de atún, madera, así como también de hierro para la construcción.